# Sowiecka Formuła Easter Sezon 1979
1979 – trzeci sezon Sowieckiej Formuły Easter. Składał się z trzech eliminacji. Mistrzem został Aleksandr Miedwiedczenko (Estonia 19).

## Kalendarz wyścigów
| Runda | Data            | Tor     | Pole position | Najszybsze okrążenie | Zwycięzca (kierowcy)     | Zwycięzca (zespoły) |
| ----- | --------------- | ------- | ------------- | -------------------- | ------------------------ | ------------------- |
| 1     | 22 kwietnia     | Kijów   | ?             | ?                    | Raul Sarap               | Kalev Tallinn       |
| 2     | 17 czerwca      | Ryga    | ?             | ?                    | Aleksandr Miedwiedczenko | DOSAAF Kijów        |
| 3     | 28 października | Rustawi | ?             | ?                    | Aleksandr Miedwiedczenko | DOSAAF Kijów        |

## Klasyfikacja kierowców
| Legenda oznaczeń w tabelach wyników Wyświetl szablon na nowej stronie | Legenda oznaczeń w tabelach wyników Wyświetl szablon na nowej stronie                                                                     |
| Oznaczenie                                                            | Wyjaśnienie |
| --------------------------------------------------------------------- | --- |
| Złoty                                                                 | Zwycięzca lub mistrzostwo |
| Srebrny                                                               | 2. miejsce lub wicemistrzostwo |
| Brązowy                                                               | 3. miejsce lub II wicemistrzostwo |
| Zielony                                                               | Ukończył, punktował (w klasyfikacji generalnej, gdy zdobył co najmniej jeden punkt na przestrzeni sezonu, poza trzema powyższymi opcjami) |
| Niebieski                                                             | Ukończył, nie punktował (w klasyfikacji generalnej, gdy nie zdobył co najmniej jednego punktu na przestrzeni sezonu)                      |
| Czerwony                                                              | Nie zakwalifikował się (NZ) |
| Czerwony                                                              | Nie prekwalifikował się (NPK) |
| Różowy                                                                | Nie ukończył (NU) |
| Różowy                                                                | Niesklasyfikowany (NS) (w klasyfikacji generalnej, gdy nie został sklasyfikowany w żadnym wyścigu sezonu)                                 |
| Czarny                                                                | Zdyskwalifikowany (DK) |
| Czarny                                                                | Wykluczony (WYK/EX) |
| Biały                                                                 | Nie wystartował (NW) |
| Biały                                                                 | Kontuzjowany (K/INJ) |
| Biały                                                                 | Wyścig odwołany (OD/C) |
| Bez koloru                                                            | Został wycofany (WYC/WD) |
| Bez koloru                                                            | Nie przybył (NP/DNA) |
| Bez koloru                                                            | Nie brał udziału w treningach (NT/DNP) |
| Bez koloru                                                            | Nie został zgłoszony (–) |
| Pogrubienie                                                           | Start z pole position |
| Kursywa                                                               | Najszybsze okrążenie wyścigu |
| †                                                                     | Nie ukończył, ale jego rezultat został zaliczony ze względu na przejechanie więcej niż 90% dystansu wyścigu.                              |
| *                                                                     | Sezon w trakcie |
| 1/2/3                                                                 | Punktowana pozycja w sprincie kwalifikacyjnym                                                                                             |
| Lista systemów punktacji Formuły 1                                    | |

| Poz. | Kierowca                 | Zespół            | CZJ | RGA | RST | Punkty |
| ---- | ------------------------ | ----------------- | --- | --- | --- | ------ |
| 1    | Aleksandr Miedwiedczenko | DOSAAF Kijów      | 5   | 1   | 1   | 200    |
| 2    | Raul Sarap               | Kalev Tallinn     | 1   | NU  | 3   | 180    |
| 3    | Elmo Salm                | DOSAAF Ryga       | 3   | 2   | 7   | 170    |
| 4    | Aleksandr Kuczerenko     | Spartak Moskwa    | 4   | 4   | 2   | 163    |
| 5    | Gediminas Neverauskas    | DOSAAF Janów      | 2   | 5   | -   | 156    |
| 6    | Anatolij Szimakowskij    | DOSAAF Mińsk      | 7   | 6   | 11  | 118    |
| 7    | Mait Luha                | DOSAAF Tallinn    | 9   | NU  | 5   | 115    |
| 8    | Władimir Andriejew       | DOSAAF Stawropol  | 8   | 8   | 6   | 112    |
| 9    | Aleksandr Ceruaszwili    | DOSAAF Tbilisi    | 13  | 13  | 4   | 105    |
| 10   | Nikołaj Sosnin           | Spartak Leningrad | 10  | 7   | NU  | 100    |
| 11   | Władimir Iwanow          | DOSAAF Togliatti  | -   | 12  | 8   | 85     |
| 12   | Toomas Metsar            | DOSAAF Togliatti  | 11  | 10  | -   | 82     |
| 13   | Toomas Napa              | Jõud Tallinn      | NU  | 3   | NU  | 80     |
| 14   | Jurij Griszanow          | DOSAAF Riazan     | 15  | NU  | 9   | 71     |
| 15   | Jewgienij Wasilienko     | DOSAAF Symferopol | 6   | -   | -   | 62     |
| 16   | Indulis Rukuts           | Daugava Ryga      | NU  | 9   | -   | 46     |
| 17   | Michaił Unanow           | DOSAAF Baku       | 16  | 15  | -   | 45     |
| 18   | Peep Kosk                | DOSAAF Tallinn    | -   | -   | 10  | 42     |
| 19   | Władimir Zyza            | DOSAAF Aszchabad  | 19  | 17  | 15  | 39     |
| 20   | Władimir Woronin         | DOSAAF Taszkent   | 18  | -   | 14  | 38     |
| 21   | Eduard Markowski         | DOSAAF Leningrad  | NU  | 11  | NU  | 38     |
| 22   | Aleksiej Warawin         | DOSAAF Kijów      | 12  | -   | NU  | 36     |
| 23   | Teimuraz Magaradze       | DOSAAF Tbilisi    | -   | -   | 12  | 34     |
| 24   | Witalij Komarow          | Spartak Krasnodar | 17  | 18  | NU  | 32     |
| 25   | Władimir Żilin           | Spartak Moskwa    | -   | -   | 13  | 30     |
| 26   | Antanas Juriavičius      | DOSAAF Kowno      | 14  | -   | -   | 28     |
| 27   | Ojar Krejcberg           | DOSAAF Jurmała    | -   | 14  | -   | 26     |
| 28   | Edgard Lindgren          | DOSAAF Moskwa     | NU  | 16  | NU  | 20     |
| NS   | Stanisław Gess-de-Kalve  | DOSAAF Moskwa     | -   | NU  | NU  | 0      |